# Naval Amphibious Base Little Creek

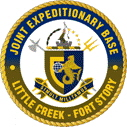
Blason de Fort Story

La Naval Amphibious Base Little Creek (NAB Little Creek), est la plus importante base opérationnelle des forces amphibies de la United States Fleet Forces Command de l'US Navy. Elle est pour l'essentiel basée à l'ouest de la ville de Norfolk. 
La base est constituée de quatre sites répartis dans trois États, représentant au total 49 km2 :
- le site de Little Creek à Virginia Beach en Virginie couvre plus de 9 km2. La base emploie un personnel constitué de plus de 13 000 militaires et civils.
- le Training Support Center Hampton Roads au nord de Virginia Beach couvre 1,4 km2.
- Radio Island à Morehead City (Caroline du Nord)